# Château de Sourdéac
Le château de Sourdéac est un château français situé à La Gacilly (commune déléguée de Glénac), dans le Morbihan, en région Bretagne.

## Situation
Le château est situé sur une hauteur dominant l'Aff, à environ 1 km à vol d'oiseau est-nord-est du bourg de Glénac.

## Histoire
Un premier manoir, appartenant à la famille de La Motte, est attesté à la fin du XIVe siècle. Le château était, au Moyen Âge, le siège de la seigneurie de Sourdéac. Passé à la famille de Rohan par alliance, Jacqueline de Rohan le vend en 1531 à Jean V de Rieux,. Ce dernier fait construire un nouvel édifice sur les fondations du précédent manoir entre 1548 et 1550. À son décès, le domaine passe à son fils René et reste dans la famille Rieux-Sourdéac jusqu'en 1713.
Le site a été le théâtre d'un combat entre ligueurs du duc de Mercœur et Jean VI d'Aumont en 1594,.
Confisqué à la Révolution, le château est vendu le 18 octobre 1796 à Julien Mathurin Eoche-Duval, rentier nantais. Le château reste dans la famille jusqu'au début du XXe siècle. Il accueille à plusieurs reprises au cours du XIXe siècle le romancier Paul Féval, qui y écrit Anne des îles, La Dame blanche des marais et Diane et Cyprienne. Le bâtiment bénéficie d'une restauration au XIXe siècle.
Le château est vendu en 1907 à Victor Bellouard, médecin nantais, puis, en 1949 à Hervé de Cacqueray, officier de marine. Le château est toujours la propriété de la famille de Cacqueray au début du XXIe siècle.
En 1989, un gîte rural est ouvert, puis des chambres d'hôtes en 1997.
La tourelle de l'escalier est inscrite au titre des monuments historiques par arrêté du 24 avril 1925.

## Architecture
Le rez-de-chaussée du corps de logis est construit en schiste, le tuffeau ayant servi de matériau de base pour les autres niveaux. Une tourelle d'escalier, octogonale, est construite en saillie sur la façade principale, sur laquelle sont ouvertes trois fenêtres à meneaux et une porte en anse de panier.
Quatre cheminées du XVIe siècle subsistent à l'intérieur.